# Fritz Henkel (Politiker)
Fritz Henkel (* 26. Juli 1885 in Gläsendorf, Landkreis Grottkau, Oberschlesien; † 9. März 1932) war ein deutscher Landwirt und Zentrumspolitiker.

## Leben
Henkel besuchte die katholische Volksschule. Er war Besitzer eines 25 Hektar großen Bauerngutes in Gläsendorf, das er ab 1911 als selbständiger Landwirt bewirtschaftete. 1914–1918 nahm er als Soldat am Ersten Weltkrieg teil. Er war Mitglied der Oberbewertungskammer im Kreis Grottkau und Mitglied diverser Steuerkommissionen für Reichs- und Staatssteuern.
Henkel war stellvertretender Amtsvorsteher des Amts Gläsendorf und Mitglied des Kreistages im Landkreis Grottkau. Am 2. Februar 1927 rückte er für den verstorbenen Abgeordneten Hermann Goebel in den Preußischen Landtag nach. Für die Deutsche Zentrumspartei und den Wahlkreis 9 (Oppeln) wurde er im Mai 1928 in den Landtag gewählt. Ihm gehörte er bis zu seinem Tode an.